# Томислав З. Лонгиновић
Томислав З. Лонгиновић (Београд) српско-амерички је универзитетски професор, писац и слависта.

## Биографија
Лонгиновић је дипломирао креативно писање, психологију и докторирао компаративну књижевност на Универзитету у Ајови са темом The Improbable Universe: Ideology, Identity and Borderline Poetics in the Twentieth Century Slavic Novel.
Усавршавао се на Универзитету у Оксфорду 1972-1973.
Он је професор словенске књижевности, компаративне књижевности и визуелне културе на Универзитету Висконсин-Медисон.
Био је гостујући предавач на Универзитету Харвард 2001. и 2016. године.
Његова истраживачка интересовања обухватају јужнословенскu књижевност и културу, теорију књижевности, историју књижевности средње и источне Европе, компаративну славистику, студије превођења и студије културе.
Добитник је награде „Михаило Миша Ђорђевић” за 2012. годину.

## Одабрана дела
Књиге
- Moment of Silence, 1990.
- Borderline Culture: The Politics of Identity in Four Twentieth Century Slavic Novels, 1993.
- Sama Amerika, 1995.
- Minut ćutanja, 1997.[3]
- Vampires Like Us: Writing Down ‘the serbs’, 2005.
- Vampire Nation: Violence as Cultural Imaginary, 2011.[5]

Уредник
- Red Knight: Serbian Women Songs, London, King’s College/Menard Press, 1992.
- David Albahari, Words are Something Else, 1996.

Стручни радови
- Borderline Culture: The Politics of Identity in Four Twentieth-Century Slavic Novels, 1994.[6]
- The Returns of History: Russian Nietzscheans after Modernity, 1997.
- Chaos, Knowledge, and Desire: Narrative Strategies In Dictionary of the Khazars, 1998.[7]
- Music Wars: Blood and Song at the End of Yugoslavia, 2000.[8]
- Infinite Responsibility: European Burdens In the Wake of Yugoslavia, 2001.[9]
- Playing the Western Eye: Balkan Masculinity and Post-Yugoslav War Cinema, 2005.[10]